# Antonio Ezquerro Esteban
Antonio Ezquerro Esteban (Saragossa, 1964) és un musicòleg espanyol.
Format a l'Escolania de Infantes del Pilar i al Conservatori Superior de Música de Saragossa, es llicencià en Geografia i Història (especialitat Història de l'Art) per la Universitat de Saragossa, i es doctorà per la Universitat Autònoma de Barcelona el 1997 sota la direcció de José Vicente González Valle i tutoritzat per Francesc Bonastre i Bertran, amb un treball sobre la música vocal barroca a Aragó.
La seva tasca professional la exerceix com a investigador científic del Consell Superior d'Investigacions Científiques (CSIC), al “Departament de Ciències Històriques i Musicologia” de la Institució Milà i Fontanals de Recerca en Humanitats de Barcelona. Des de 1999 és el President de 'RISM-Espanya' (Répertoire International des Sources Musicales), i també és membre del seu Praesidium internacional, una associació cultural sense ànim de lucre dedicada a la catalogació i estudi crític de les fonts musicals amb implantació a 34 països. També ha estat cap del “Departament de Musicologia de la Institució Milà i Fontanals” entre els anys 2000 i 2010.
Ezquerro ha publicat diferents treballs de recerca sobre música històrica d'àmbit hispànic, tant a Espanya com a l'estranger, especialitzant-se en arxivística i catalogació de fonts musicals. També ha publicat sobre música barroca, i sobre el pianisme a Espanya, així com sobre documentació, el patrimoni historicomusical, la música religiosa, i l'edició
musical entre els segles XIX i XX. Ha participat i liderat diferents projectes de recerca nacionals i estrangers. També ha estat professor de Cant Gregorià, Rítmica i Paleografia, i Musicologia, del Conservatori Superior de Música del Liceu, de Barcelona i ha exercit com a docent de Teoria Musical als Cursos Internacionals de Música Antiga de Daroca.
Ha estat director de l'"Anuario Musical. Revista de Musicologia del CSIC”, la publicació periòdica degana d'aquesta disciplina a Espanya, recentment inclosa a la base de dades de referència internacional “Scopus”. Forma part del Consell Assessor de les revistes “Ad Parnassum. A Journal of Eighteenth- and Nineteenth-Century Instrumental Music” (Ut Orpheus Edizioni, Bolonya, Itàlia), MODUS (Escola de Música de la
Universidade do Estat de Mines Gerais, Brasil) i “Música em Contexto” (Universidade de Brasília, Brasil),
i ha estat director de la col·lecció editorial “Monumentos de la Música Española” del CSIC entre els anys 2000 i 2014.
Darrerament, ha centrat la seva recerca en les relacions historicomusicals entre Espanya i Llatinoamèrica.

## Reconeixements
- Premi de Musicologia Emili Pujol de l'Institut d'Estudis Ilerdencs (Diputació de Lleida) (1999)[2]
- XIII Premi UPV/EHU-Orfeón Donostiarra, pel seu estudi sobre El maestro Nicolás Ledesma: un cas referencial basc en el context del romanticisme musical pa-hispànic (2014)[1]